# Santa Maria di Piazza
Santa Maria di Piazza (auch bekannt als Wallfahrtskirche der Heiligen Jungfrau von der Hilfe) befindet sich im historischen Zentrum von Busto Arsizio in der Provinz Varese in der italienischen Region Lombardei, wo eine frühere, der Jungfrau Maria geweihte Kirche stand, die ihrerseits eine Kapelle aus der Zeit der Christianisierung ersetzt hatte. Dieses Marienheiligtum wurde zwischen 1515 und 1522 in kurzer Zeit errichtet.

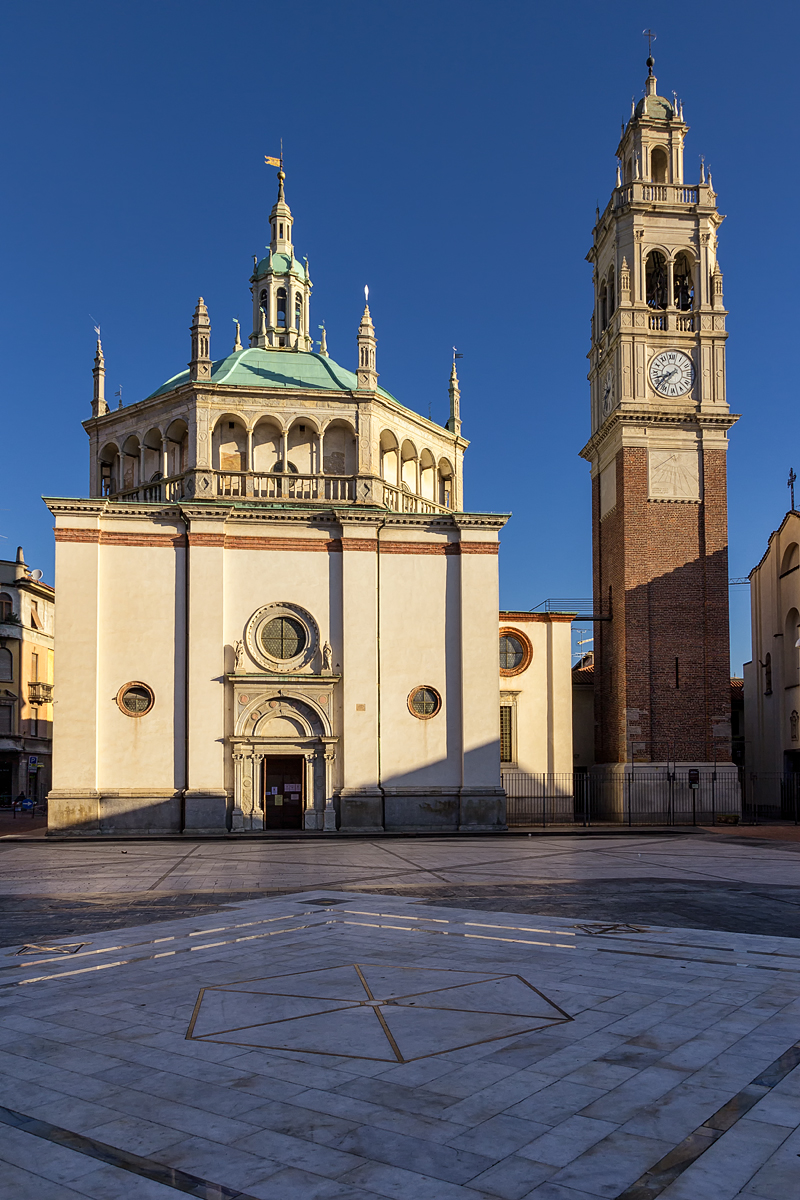
Heiligtum Santa Maria di Piazza, Busto Arsizio

## Geschichte
In den Dokumenten, die sich mit dem Bau des Tempels befassen, tauchen zwei Namen auf: der von Antonio da Lonate (Autor des Modells für die Kathedrale von Vigevano) und der von „magistro Tomaxio ingeniero“, wahrscheinlich Tommaso Rodari, dem bekannten Bildhauer und Architekten, der am Dom zu Como tätig war und ein Schüler von Giovanni Antonio Amadeo war. Ersterer hätte den zentralen Grundriss entworfen; letzterer hätte die beiden Portale im Westen und Süden und vielleicht die elegante Loggia im Tambour unter der Kuppel ausgeführt, die dem Tiburio des Heiligtums der Wallfahrtskirche Beata Vergine dei Miracoli in Saronno, das Amadeo zugeschrieben wird, ähnelt.
Die erste Erwähnung eines Santa Maria in Busto Arsizio gewidmeten religiösen Gebäudes geht auf die Zeit um 1300 zurück: Es handelt sich um die Formulierung „Busti Arsizia. ecclesia Sancte Marie“ im Liber Notitiae Sanctorum Mediolani, wo die Kirche als eine der 200 Marienkirchen der Diözese Mailand und eine der fünf auf dem Gebiet der Pieve di Olgiate Olona erwähnt wird.
Zeugnissen aus dem 17. Jahrhundert zufolge hatte das antike Gebäude einen quadratischen Grundriss mit 5 m pro Seite, war aber wahrscheinlich schon im 14. Jahrhundert ein Nachbau des ursprünglichen Gebäudes. Die Kirche mit ihrer typisch romanischen Architektur wurde 1346 von einem Bischof namens Francesco, einem Beauftragten des Erzbischofs Giovanni Visconti, eingeweiht. Von diesem alten Bauwerk ist heute nur noch das steinerne Rondell über dem heutigen Presbyterium erhalten, das in einem Relief die Madonna mit dem Kind darstellt.
Zwischen dem 14. und 16. Jahrhundert wuchs der Reichtum, die Größe und der Einfluss der Stadt Busto Arsizio innerhalb des Herzogtums Mailand. Dies führte zu dem Wunsch, ein neues religiöses Gebäude zu errichten, das diesem Aufschwung gerecht werden sollte. Der Grundstein für diese neue Kirche, die die romanische Kirche Santa Maria ersetzte, wurde 1517 gelegt und ist noch heute in der Ostfassade zu sehen. Verschiedene Personen, die hauptsächlich dem kultivierteren Teil der bustoccanischen Bevölkerung angehörten, förderten diesen Wiederaufbau: unter anderem die Rektoren der Basilika und Gründer der Kapitularbibliothek San Giovanni Battista Francesco und Bernardino Crespi, der auch Kaplan von Santa Maria war; die Scuola dei Poveri (Armenschule) und die Gemeinde. Es ist wahrscheinlich, wenn auch nicht sicher, dass Galeazzo Visconti, seit 1488 Feudalherr von Busto, die Initiative unterstützte. Es gab auch zahlreiche Vermächtnisse von Geistlichen und der Zivilbevölkerung, insbesondere aus dem Jahr 1524, in dem das Dorf von einer Pestepidemie heimgesucht wurde.

## Beschreibung
Der Wiederaufbau der Kirche wurde Antonio da Lonate anvertraut. Nach späteren Studien und Forschungen von Pio Bondioli lässt sich feststellen, dass Antonio da Lonate für die Gestaltung der grundlegenden Wandstruktur verantwortlich war, während die Vollendung und die Verzierungen das Werk von Tommaso Rodari waren. Die Portale der Süd- und Westfassade sind typisch für Rodaris Arbeit.
Im Jahr 1873 begannen die umfassenden Restaurierungsarbeiten, mit denen Carlo Maciachini betraut wurde. Sie betrafen die Pfosten des Tiburios, den Verputz der Außenwände, die Kuppel und die Kupferarchitektur und -bedachung; die Seitentüren der Westfassade, die 1605 geöffnet worden waren, wurden zugemauert, während die der Südfassade wieder geöffnet wurde. Die Loggia des Tiburios, die Sockel an den Innen- und Außenwänden, die Türflügel, die Regenwasserableitung, die Seitenaltäre, die abgerissen und ersetzt wurden (der linke wurde später bei der Restaurierung 1939–43 entfernt, während der rechte mit der Statue der Madonna dell’Aiuto 1912 in die Wallfahrtskirche Sacro Cuore di Busto Arsizio gebracht und ersetzt wurde). Die Kompasse wurden ersetzt, und weitere Eingriffe betrafen die Fenster, die Balustrade, den Fußboden, die Holzstatuen in den Nischen und die Orgel, die später angefertigt und dann in die Kirche Sant’Edoardo in Busto Arsizio gebracht wurde, wo sie noch heute steht. Während dieser Arbeiten war der Maler Luigi Cavenaghi für die malerische Restaurierung der gesamten Innenfläche verantwortlich

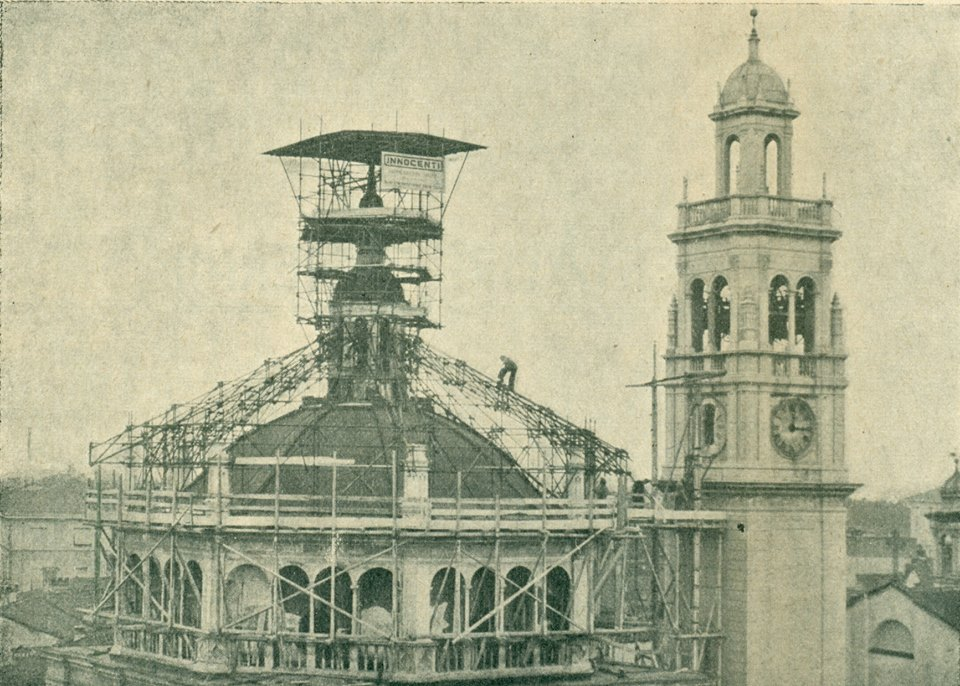
Die Gewölbe des Heiligtums während der Restaurierungsarbeiten von 1939–1943.

## Architektur und dekorative Apparate
Im Inneren erinnert der untere, quadratische Teil, der an den Ecken von diagonalen Bögen durchbrochen wird, die Nischen und Hauben bilden, an die zahlreichen Studien Leonardos zu zentral geplanten Kirchen, während die achteckige Trommel mit einem Nischenkranz (die Krone der 12 Heiligen) und die acht Nägel der Gewölbedecke an die Beispiele der Kirche Santa Maria Incoronata di Canepanova in Pavia und des Tempio Civico della Beata Vergine Incoronata in Lodi und Santa Maria della Croce in Crema erinnern. Das strenge kubische Volumen, das von Pilastern unterbrochen wird, wird von einem Tiburio mit Pfosten und Laterne gekrönt, das in leichteren und eleganteren Formen die Typologie der lombardischen Tradition interpretiert (wie schon im nicht weit entfernten Heiligtum von Saronno).
Die beiden Portale der Süd- und Westfassade, ein Werk von Tommaso Rodari, bestehen aus zwei Teilen: Das untere hat Pilaster und geometrische Ornamente mit Renaissance-Charakter; im oberen Teil befinden sich zwei ineinander eingeschriebene Bögen, die mit Paterae, Rechtecken und Zwickeln durchsetzt sind. Über dem Hauptbogen befindet sich ein Balken, der zwei dreieckige Felder überragt, die mit Rundsteinen aus rotem Stein verziert sind, wie sie auch an den Türen der Dom zu Como zu finden sind. Beide Türen tragen Inschriften in lateinischer Sprache:
Christi mater ave sanctissima virgo Maria cum Domino tecum gratia tota manet.
Virgo qui hanc lustro populus tibi condidit aedem fac vigeat felix totaque posteritas.
(Inschriften am westlichen Tor)
Audi Maria supplices – quae sceptra coeli contines choris sanctorum praesides indente huc ut adiuves.
Alma parens Summi Virgo Regina Tonantis hos tibi devotos cerne tuere rege.
(Inschriften am Südtor)

### Innenraum

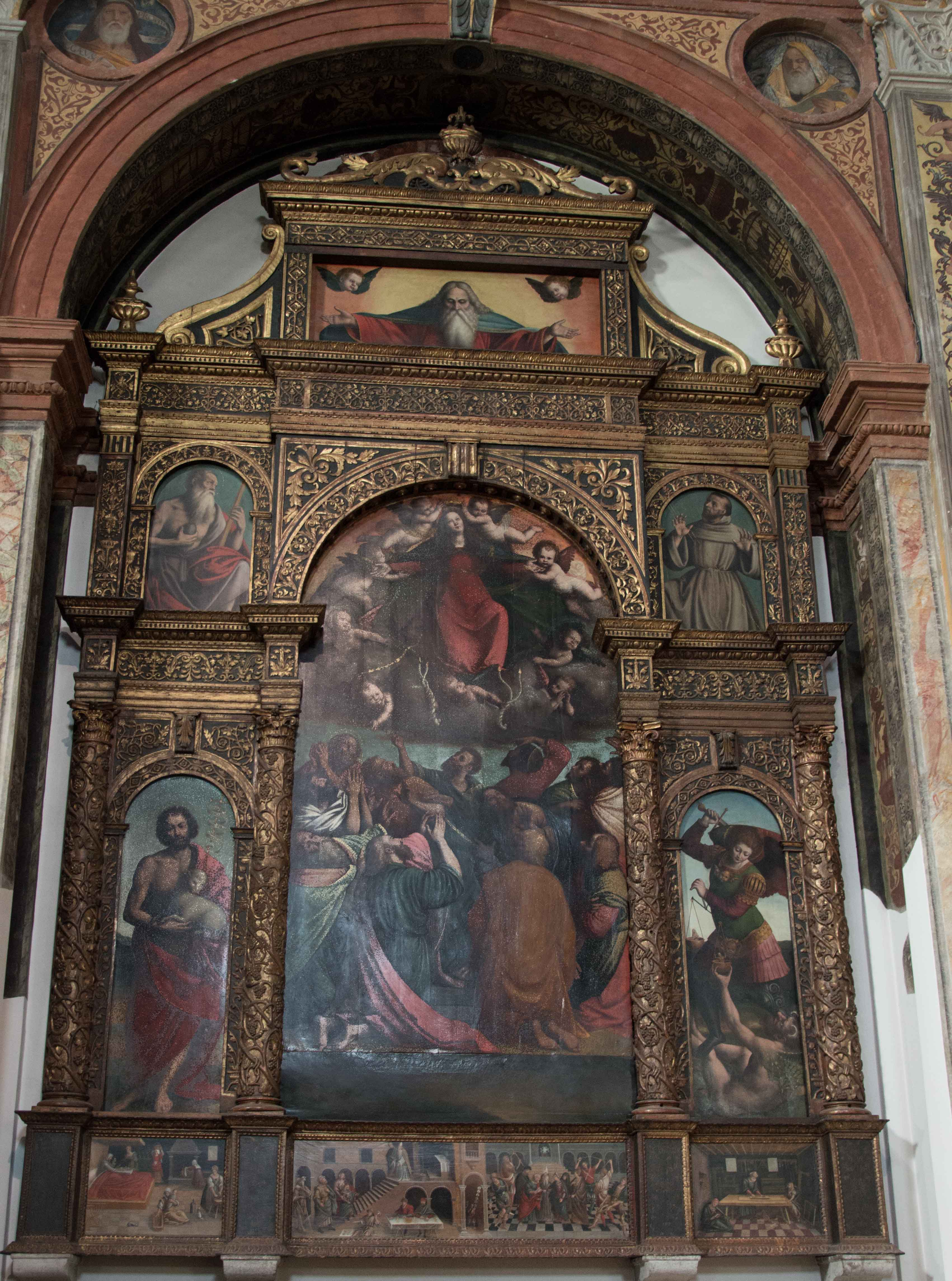
Gaudenzio Ferrari, Das Polyptychon der Mariä Aufnahme in den Himmel.

Die Gewölbe wurde 1531 von Giovanni Crespi, dem Großvater von Giovan Battista Crespi, genannt „Il Cerano“, mit Fresken bemalt. Zur gleichen Zeit führte Francesco Tatti Dekorationen im unteren Bereich aus. Die Segmente der Kuppel wurden mit Dutzenden von goldenen Sternen verziert, während die Säulen mit Grotesken geschmückt wurden. Im unteren Teil der Kuppel wurden Propheten und Sibyllen gemalt: Diese Figuren werden von Opaions beleuchtet, an deren Seiten zwei Figuren dargestellt sind, während sich zwei weitere an den Seiten der acht Bögen darunter befinden, insgesamt also sechzehn männliche und ebenso viele weibliche Figuren. Zu den männlichen Figuren gehören neben den elf biblischen Propheten Mose, Aaron, David, Salomo und Jona, während die anderen weiblichen Figuren neben den Geschwistern Eva, Rachel, Esther und Judith sind.
Die Fresken im Presbyterium von 1542 stammen von Giovan Battista della Cerva, einem Schüler von Gaudenzio Ferrari, und zeigen die Verkündigung an den Säulen, die Anbetung der Heiligen Drei Könige an der linken Wand und die Anbetung der Hirten an der rechten Wand. Die musizierenden Engel im Segel des Eckbogens auf der rechten Seite des Presbyteriums sowie die Engel und Pilaster der Dekoration werden ebenfalls della Cerva zugeschrieben. Das Abendmahl Jesu im Altar rechts vom Hochaltar stammt von Gaudenzio Ferrari und Giovan Battista della Cerva, während die Gemälde in den Lünetten der Portale, die die Madonna mit Kind, Johannes und musizierenden Engeln (Westen) und die Rosenkranzmadonna mit Kind und Putten (Süden) darstellen, Raffaele Crespi zugeschrieben werden. Diese beiden Fresken wurden 1939 aufgrund ihres kritischen Erhaltungszustandes abgenommen und nie wieder angebracht.
Auf dem Altar auf der linken Seite des Presbyteriums befindet sich eine Kopie der verlorenen Madonna delle Vittorie von Giovanni Paolo Lomazzo. An der rechten Wand befindet sich ein Triptychon mit der Darstellung der Madonna mit Kind und Heiligen, das früher Francesco Melzi zugeschrieben wurde und als Depositum in der Pinacoteca di Brera aufbewahrt wird. Die Madonna mit Kind, den Heiligen Gervaso und Protaso, der Heiligen Katharina und Justina (1544) an der linken Wand stammt von Giacomo Raibolini genannt Francia, während das Polyptychon der Mariä Aufnahme in den Himmel von Gaudenzio Ferrari stammt.

### Das Polyptychon derMariä Aufnahme in den Himmel
Das Polyptychon der Himmelfahrt Mariä wurde zwischen 1539 und 1540 von Gaudenzio Ferrari gemalt und 1541 von Donato Prandoni, Ratsmitglied der Gemeinde Busto, für das Heiligtum gestiftet. Ursprünglich befand sich das Polyptychon an der Rückwand des Presbyteriums, wo es einen Opaion  verdeckte, und wurde erst während der zwischen 1939 und 1943 durchgeführten Restaurierungsarbeiten an seinen heutigen Platz (an der Nordwand) versetzt. Das Polyptychon wird vom Ewigen Vater beherrscht, der Maria mit ausgebreiteten Armen empfängt. Sie wird von Engeln in den Himmel getragen, die den Nimbus begleiten, auf dem sie sitzt und ihre Königin krönt.
In den Seitenfächern sind die damals in Busto Arsizio am meisten verehrten Heiligen dargestellt. In der Klappe auf der linken Seite sind Johannes der Täufer mit dem Agnus Dei und der heilige Hieronymus, der Titular des Frauenklosters, das in der Nähe der Kirche des heiligen Johannes des Täufers stand; rechts der Erzengel Michael, der sein Schwert gegen den Teufel erhebt, und der heilige Franz von Assisi. Der reiche vergoldete Rahmen stützt die vier mit Zweigen und Blättern geschmückten Säulen auf einer Predella mit Gemälden und ist durch zwei Pfeiler in drei Teile geteilt: links die Mariä Geburt, in der Mitte den Gedenktag Unserer Lieben Frau in Jerusalem und die Verlobung Marias und rechts die Heilige Familie.

### Statue der Madonna dell’Aiuto

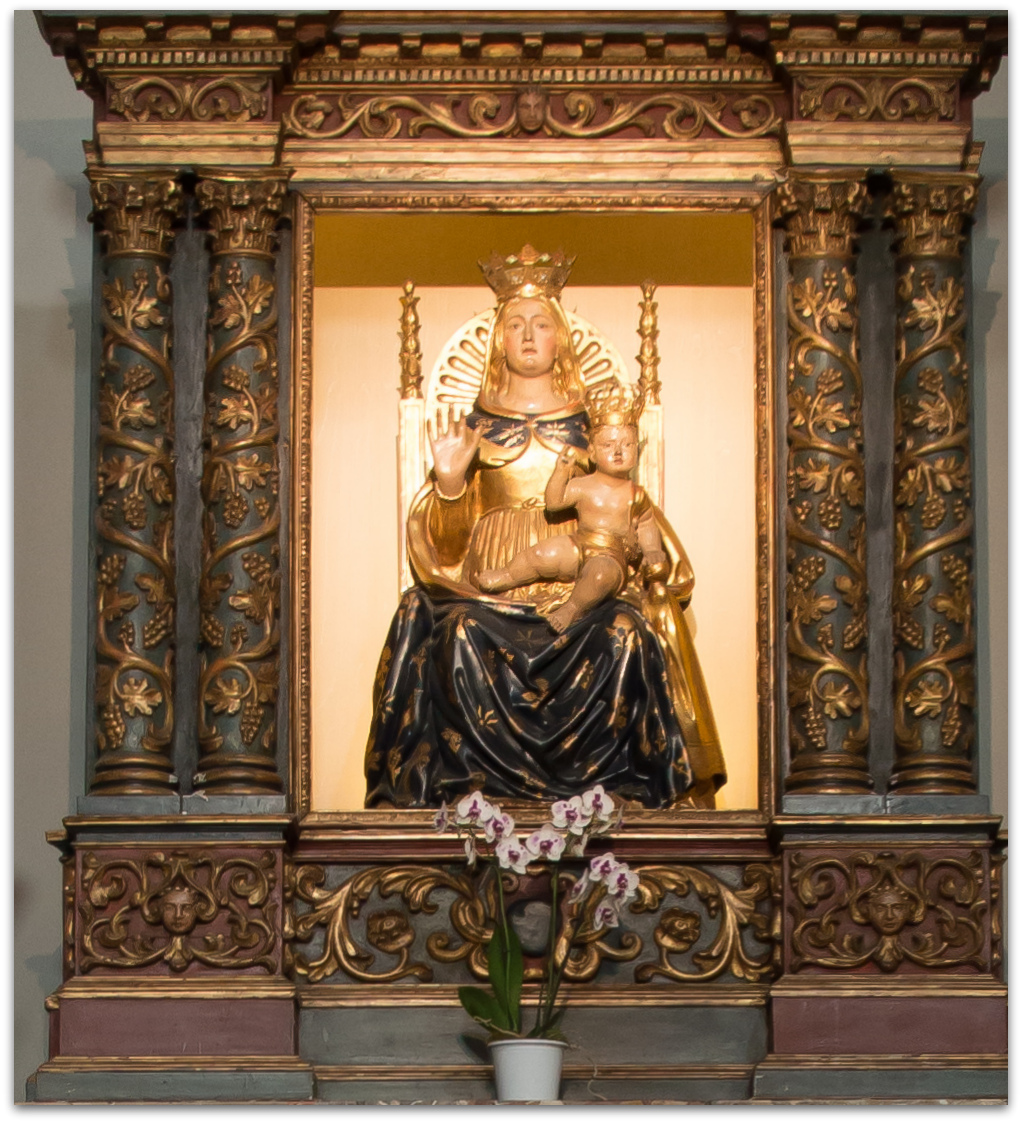
Santa Maria di Piazza, Die Statue der Madonna dell’Aiuto, Busto Arsizio

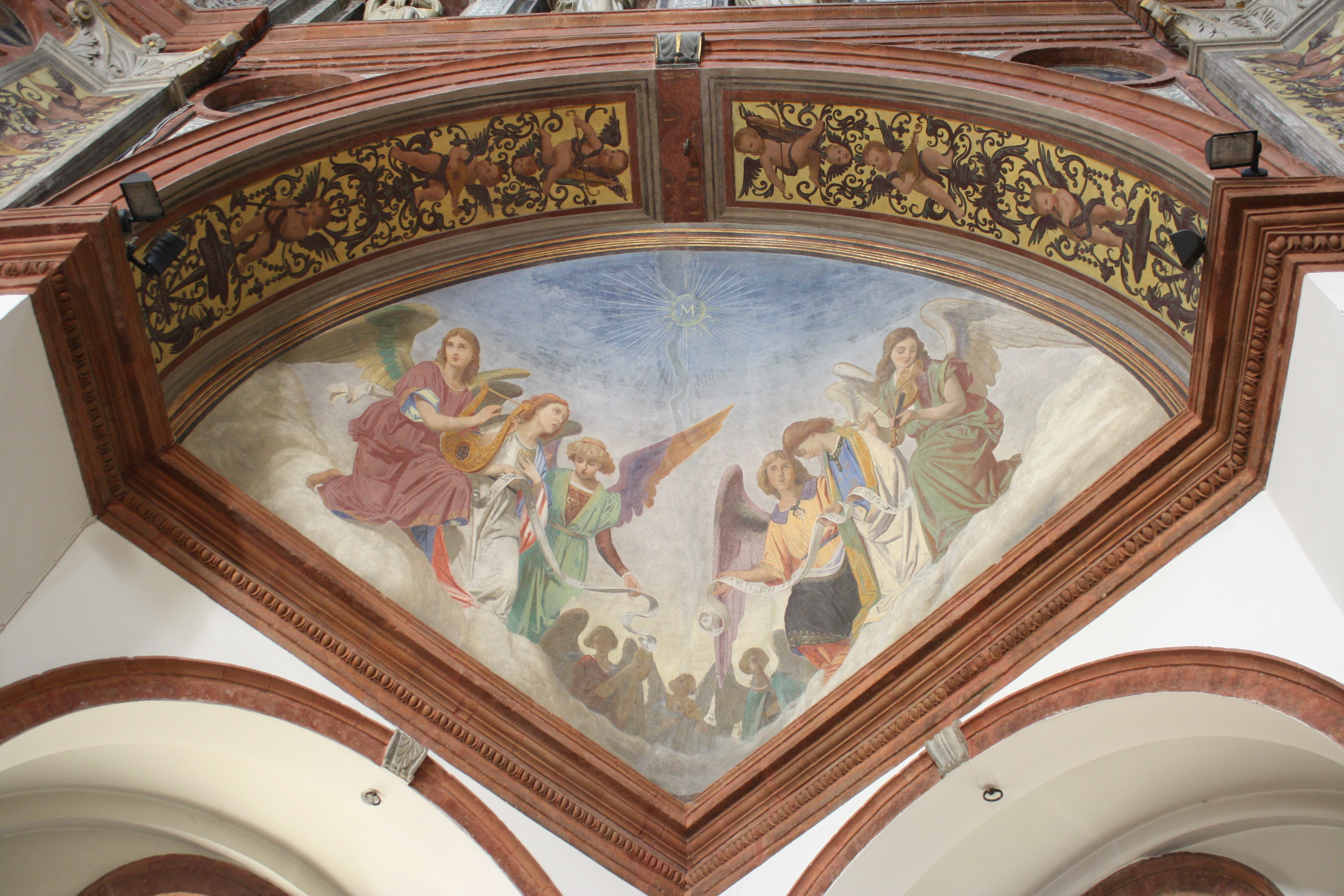
Eine der Lünetten, übermalt von Luigi Cavenaghi

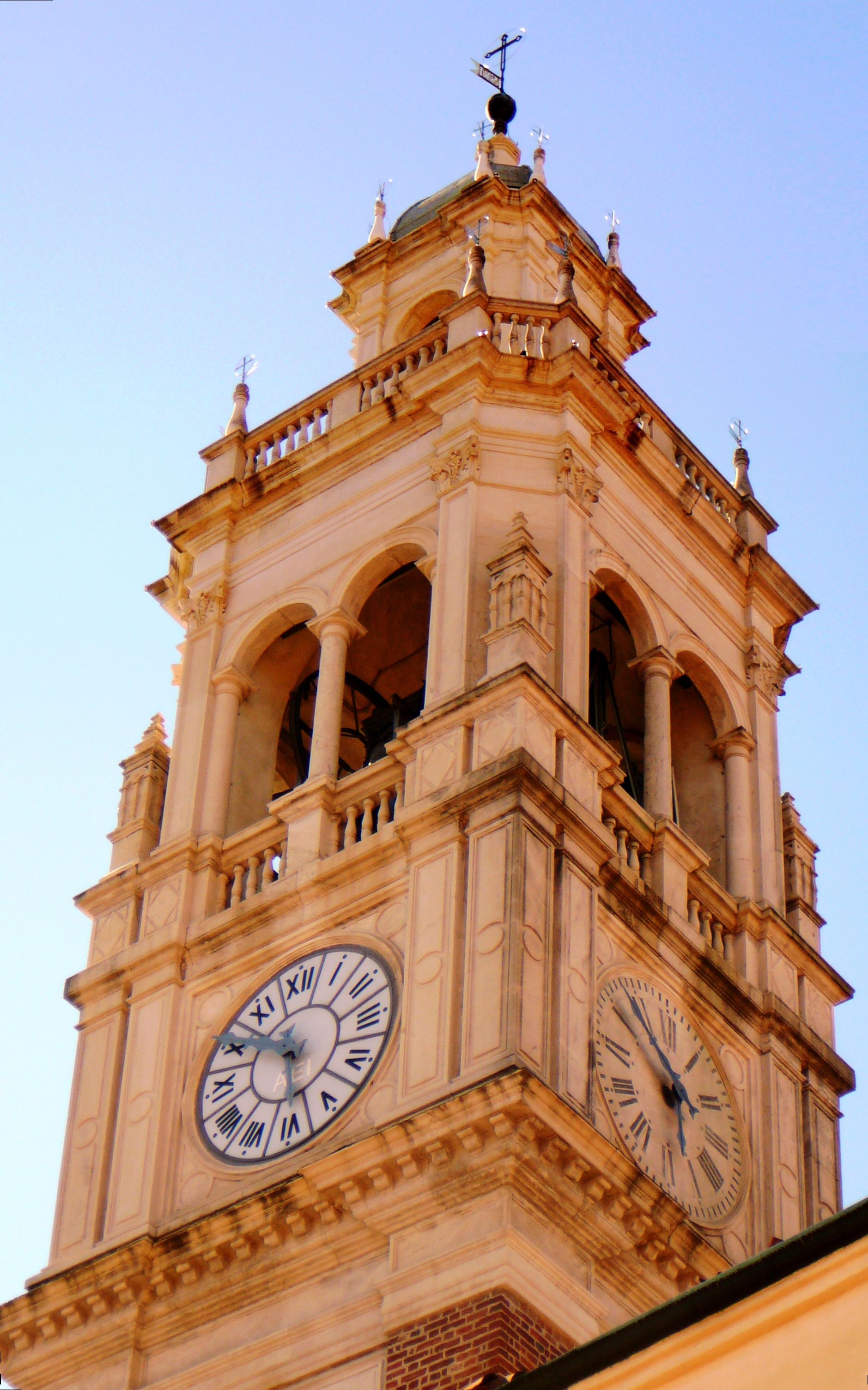
Die Spitze des Glockenturms.

Die mehrfarbige Holzstatue der Madonna dell’Aiuto befindet sich über dem Altar in der Mitte des Apsisraums. Das Simulakrum aus dem Jahr 1602 ist ein Werk, das Fabrizio De Magistris zugeschrieben wird. Die Statue, die 1895 vom seligen Kardinal Andrea Carlo Ferrari gekrönt wurde, wird von einem Schrein geschützt, der von zwei Marmorengeln aus dem 16. Jahrhundert flankiert wird. Die Symmetrie und Zentralität der Marienfigur (unterstrichen durch die Drehungen der Kathedra) heben die asymmetrische Dynamik des Kindes hervor, das seitlich platziert ist, als würde es auf dem Knie der Mutter gleiten. Auf diese Weise wird der Bruch zwischen der Hierarchie des Bildes der Madonna und dem des Kindes, das sich dem Betrachter zu nähern scheint, deutlich. In dieser Besonderheit stellt das Werk von De Magistris eine Innovation gegenüber der traditionellen Ikonizität dar.
Fabrizio de Magistris, der sie zusammen mit seinen Schülern schuf, zusammen mit den 32 anderen Statuen, die an den Seiten des Achtecks in den von Tommaso Rodari, einem Schüler Giovanni Antonio Amadeo, entworfenen Nischen aufgestellt wurden. Die Statue stellt die Jungfrau dar, wie sie ihre rechte Hand hebt, mit der charakteristischen Geste von jemandem, der etwas aufhalten will. Die Überlieferung besagt nämlich, dass das Bild der Madonna, das während einer schrecklichen Pest durch die Viertel der Stadt getragen wurde, der Krankheit plötzlich ein Ende setzte, indem sie ihre rechte Hand hob. In Erinnerung an dieses Wunder sollen die Einwohner von Busto Arsizio die Statue wieder freigelegt haben, die mehrmals gekrönt wurde, zuletzt 1947 von Kardinal Alfredo Ildefonso Schuster.

## Der Glockenturm
Der Glockenturm aus Backstein geht auf das Jahr 1584 zurück. Im Jahr 1874 beauftragte Giuseppe Tettamanti, Probst von Busto Arsizio, Carlo Maciachini mit dem Entwurf einer Erhöhung des Glockenturms. Das Projekt wurde noch im selben Jahr fertiggestellt, aber aufgrund von Streitigkeiten mit dem Staatlichen Vermögensamt konnten die Arbeiten erst am 23. März 1886 beginnen. Zunächst wurde der alte Turm aus dem 16. Jahrhundert mit einem hohen Granitsockel und einem Verputz bedeckt, um ein Bossenwerk zu simulieren (die bei der Restaurierung 1939–1943 entfernt wurde). Dann wurde der obere Teil des Glockenturms hinzugefügt, bestehend aus einem quadratischen Prisma für die Uhr, das die Form des Kirchengrundrisses aufgreift, der Glockenzelle, die an die Loggia und die Gewölbe der Kirche erinnert, und einer Ädikula, die an die Kuppel und die Laterne der Kirche erinnert. Diese Arbeiten wurden 1887 abgeschlossen und am 15. Januar desselben Jahres von Maciachini selbst getestet[14].
In der Folge wurden weitere Arbeiten durchgeführt: die Öffnung einer neuen Tür zum Glockenturm, die Entfernung der Gemeindeglocke (der Turm war immer der Belfried von Busto Arsizio gewesen), die durch ein neues Konzert von fünf Glocken in Es ersetzt wurde, und der Bau des Tores.